# Шабанохабль
Шабаноха́бль (адыг. Щэбэнэхьабл) — исчезнувший (упразднённый) аул в Теучежском районе Республики Адыгея. Ныне затоплен водами Краснодарского водохранилища.

## География

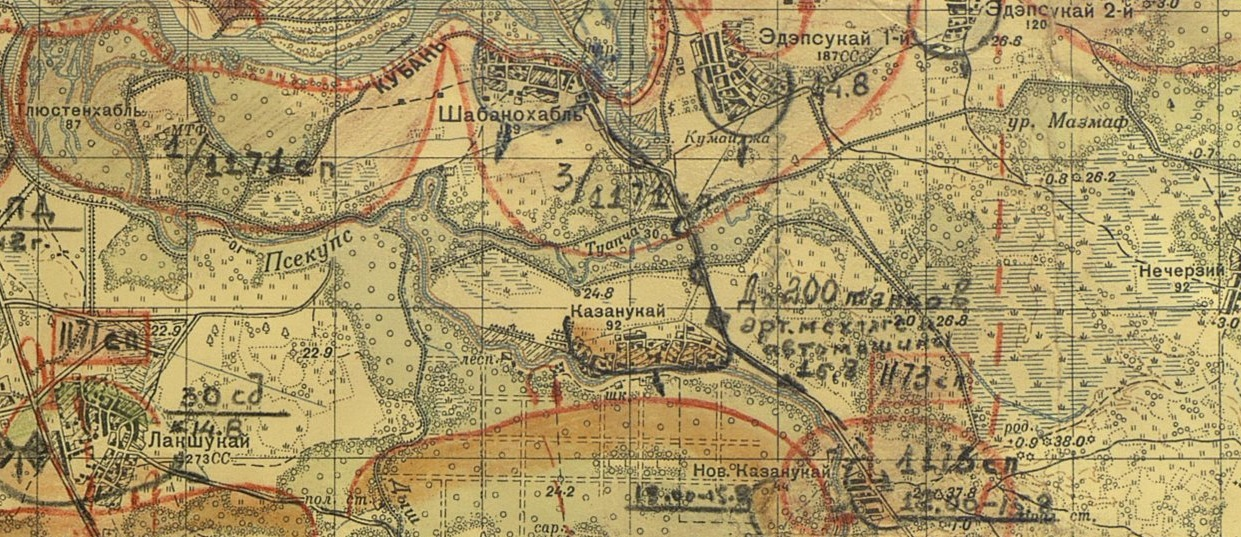
Шабанохабль на километровой карте РККА 1940 года

Аул располагался в северной части Теучежского района, на левом берегу реки Кубань. К югу от аула протекала река Туапча (являлся правым притоком реки Псекупс, ныне её пойма также затоплена). Находился в 10 км к юго-востоку от города Краснодар и в 20 км к северо-западу от районного центра — Понежукай.
Граничил с землями населённых пунктов: Старый Эдепсукай на востоке, Казанукай на юге, Лакшукай на юго-западе и Тлюстенхабль на западе. На противоположном берегу реки Кубань располагались станица Пашковская и хутор Ленина.

## История
Аул был основан в 1800 году на противположном берегу от Малолагерного поста. Название аула в переводе с адыгейского (адыг. Щэбэнэхьабл) означает — «аул Шабана», где хьабл — аул, а Щэбэн — адыгское мужское имя.
В 1852 году в ауле насчитывалось 298 жителей. Им управлял бжедугский тлекотлеш (дворянин, помещик) — Магомчерий Ахеджаков. Являлся центром Шабано-Хабльского аульного управления.
До революции в самом центре аула находилась мечеть, которая в 1930-х годах была переделана в сельский клуб.
В 1967 году было принято решение о строительстве Краснодарского водохранилища. Тогда же была начата постепенное выселение местного населения из аула, которое закончилось в 1973 году. 
В 1973 году аул был упразднён и затоплен. Жители были переселены в новообразованный город Адыгейск. 
По случаю насильственного переселения этого и других аулов, государственный совет республики Адыгея предлагал ввести день памяти.

## Топографические карты
- Лист карты E-3-7-Б.